# Polymixis serpentina
Polymixis serpentina är en fjärilsart som beskrevs av Treitschke 1825. Polymixis serpentina ingår i släktet Polymixis och familjen nattflyn. Inga underarter finns listade i Catalogue of Life.

## Bildgalleri

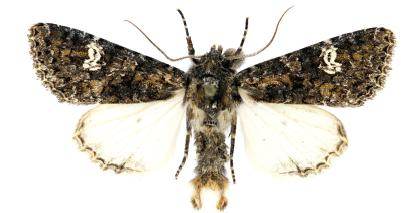
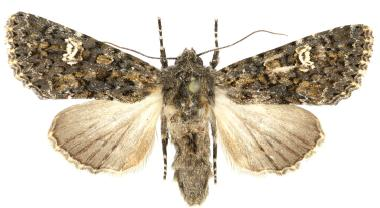